# Rhyncholita atripuncta
Rhyncholita atripuncta là một loài bướm đêm trong họ Noctuidae.